# Palais Berlingieri
Le palais Berlingieri est un édifice historique de Naples, situé Viale Gramsci dans le quartier côtier de Chiaia.

## Histoire et description
Dans les années qui suivirent l'unification de l'Italie, fut entrepris le comblement progressif de la route côtière de Chiaia, d'où est issu l'actuel front de mer de Naples. De nombreuses riches familles napolitaines et méridionales en profitèrent pour acheter les terrains afin d'y construire de luxueuses résidences proches de la mer.
Déjà sur le plan de la ville de Naples publié par le Bureau Topographique en 1870, on peut voir le bâtiment en construction. Il a été commandé par la riche famille calabraise des marquis Berlingieri (dont les armoiries sont apposées au-dessus de l'accès de la via Caracciolo et au-dessus de celui de la viale Gramsci). La butée de porte à l'entrée du Viale Gramsci indique l'année 1885 comme date d'achèvement.
Le bâtiment apparaît comme une imposante construction de cinq étages de style néo-Renaissance, caractérisée par une base en pierre de taille lisse qui recouvre les deux premiers niveaux. Concernant les intérieurs, plusieurs appartements conservent des pièces avec des décorations d'époque.
Le 2 décembre 2019, le palais a accueilli une exposition consacrée aux œuvres d'Elio Marini et aux bijoux de Letizia Esposito.